# スーパースプリント
スーパースプリント （英: Fuji International Roadrace "Super Sprint" ）は、静岡県・富士スピードウェイで1986年から1988年まで開催されたオートバイ・ロードレースの国際大会。
正式名称は「富士インターナショナルロードレース SUPER SPRINT (開催年の数字)」。広報を担当する実行委員会の名称が「富士スーパースプリント組織委員会」だったことから新聞・雑誌等メディアでは大会を「富士スーパースプリント」と報じる場合が多かった。

## 概要
1986年7月7日に記者会見が開かれ、日本モーターサイクルスポーツ協会(MFJ)関東ブロックと報知新聞社の共同主催により、同年9月20日-21日に富士スピードウェイにて第1回大会が開催されると発表。MFJ創立25周年の記念イベントでもあった。
ロードレース世界選手権(現MotoGP)に参戦する現役グランプリライダーと、全日本ロードレース選手権に参戦する日本のライダーが共に走る大会として企画。1980年代の富士スピードウェイでは全日本ロードレース選手権が開催されていなかったため、主要メーカーであるホンダ・ヤマハ・スズキの拠点がある東海地区で世界トップクラスのマシン・ライダーの走りがみられる数少ない機会となった。富士でMFJ公認の国際格式レースが開催されるのは19年ぶりであった。

### 1986年
初年度の1986年大会はGP500ccとGP250ccの2クラスが開催され、ともに決勝レースは2ヒート制で行なわれた。
GP500cc第1ヒート（10周）はスタートでエルフ3に乗るロン・ハスラムが飛び出すが、2周目にワイン・ガードナー（ロスマンズ・ホンダ）とランディ・マモラ（ヤマハ・ラッキーストライク・ロバーツ）がハスラムをパスし、スタート直前にタイヤを変更したガードナーの選択が裏目と出てマモラが約5秒先行したまま1位チェッカーを受けた。第2ヒート（12周）もマモラがスタートからリードする。しかし今度はマモラがスタート前にタイヤ交換し硬めのコンパウンドを選んだことが裏目となった。スタートグリッドでこのマモラのタイヤチョイスを隣で見ていたというガードナーは、「彼（マモラ）が第1ヒートのスタート前に僕がやって失敗したチョイスと同じことをしたのを見て、第2ヒートは頂いたと思った。」とレース後語ったように、5周目にマモラをパスしたガードナーはその後差を広げ、14秒の差をつけて第2ヒートを制した。1位と2位を両者で分け合う結果となったが、総合優勝は周回数が2周多い第2ヒートに勝ったガードナーのものとなった。日本人選手では第1ヒートで水谷勝（ウォルターウルフ・スズキ）が3位（総合4位）と健闘したが、前週に鈴鹿の日本GPでガードナーを破ったことにより観衆の期待が大きかった平忠彦は、ここでは慎重な走りに徹し総合7位で終えた。また、シーズン途中から渡欧しWGP500を戦った八代俊二(モリワキ・ホンダ)は第1ヒートで藤原儀彦に追突されて転倒、鎖骨を骨折し第2ヒートは出場を棄権した。この負傷の治癒が順調にいかず、HRC (ロスマンズ・ホンダ)への移籍が決まった翌年開幕時にも完治できずに影響が出たと述べている。
250ccでは第1ヒートで国際A級1年目・同年の全日本250ランキング30位とほぼ無名の存在だった19歳の本間利彦が雨天のレースを市販レーサーTZ250で制する番狂わせを起こした。このレースは本間の名がレースファンに知られる契機となった。ドライ路面となった第2ヒートでは同年の250世界チャンピオンであるカルロス・ラバード（HB Venemoto・ヤマハ）が実力を発揮し、ヤマハ・YZR250を勝利に導いた。しかし総合優勝は3位と2位で両ヒートとも表彰台に立ったアルフォンソ”Sito”ポンス（カンプサ・ホンダ）が獲得した。日本人最上位は清水雅広（ホンダ・NSR250、第1ヒート2位/第2ヒート7位）の総合3位だった。

### 1987年
1987年大会よりGP500cc・GP250ccに加え、4ストローク車両のTT-F1クラスも開催された。前年大会からの変更点として3クラスとも20周の1ヒート制での決勝レース開催となった。しかし金曜日のTT F1クラス練習走行中、Bコーナーのコース上でエンジンブローを起こした車両がありオイルが路面に出たところ、7-8台ほどの後続車がそのオイルに乗り次々と高速で転倒。カナダのトム・ウォルター (Tom Walther)と小永修生が死亡する事故が発生した。ウォルターはカナダのスーパーバイク上位選手で、本来この大会に出走予定だったギャリー・グッドフェロー（同年鈴鹿8耐で2位獲得）の負傷代役として巡ってきたチャンスで起きた悲劇だった。
決勝日のレーススケジュール進行も濃霧のため支障をきたした。参戦ライダーが視界不良に難色を示し、決勝レースが行なわれたのは開始時刻にちょうど雲の切れ間となったTT F1クラスだけとなった。そのTT F1もレース9周目を迎えた時点でレッドフラッグが提示され中断、そのまま終了となった。このレースを制したのはヨシムラ・スズキのGSX-R750に乗るケビン・シュワンツだった。これ以外のレースの中止が正式決定後、ランディ・マモラを筆頭に悪天の中スタンドでレース再開を待っていた観衆にグッズを投げ込むなどのファンサービスが行われた。

### 1988年
第3回大会にして初めて決勝レースがドライコンディションとなり、5万7000人の観衆を集めた。500ccクラスに参戦するペプシ・スズキチームが翌年のグランプリに向け大きく改良されたRGV-Γ500をこの富士で投入し、これを駆るケビン・シュワンツが高いモチベーションで臨む大会となり、予選ポールポジションを獲得。決勝レースではシュワンツ、ウェイン・レイニー(ヤマハ・ラッキーストライク・ロバーツ) 、ワイン・ガードナー(ロスマンズ・ホンダ)の3人によるトップ争いとなった。一度コースアウトを喫し順位を下げたシュワンツが再度追い上げ、先頭を行くガードナーを抜き去り優勝を果たした。
TT-F1クラスではヤマハ・YZF750に乗るマイケル・ドゥーハンが同じくYZFに乗るマイケル・ドーソンとのバトルを制し0.1秒差で優勝した。ドーソンは2年連続でのF1クラス2位となった。
結果的に同年の大会が最後の開催となった。

### 1989年
11月3日-5日に第4回大会として予定され、GP500、GP250、TT F1の3クラスがカレンダーに組み込まれていたが、観戦チケット発売を前にした5月になり大会事務局よりイベント中止の発表がされた。

## レース結果
| 年     | 決勝日   | 路面 | クラス | 優勝ライダー (マシン)                 | 2位                | 3位                  | 4位                  | 5位                      | 予選PP                          |
| ------ | -------- | ---- | ------ | ------------------------------------- | ------------------ | -------------------- | -------------------- | ------------------------ | ------------------------------- |
| 1986年 | 9月21日  | Wet  | 500cc  | ワイン・ガードナー (ホンダ・NSR500)   | ランディ・マモラ   | レイモン・ロッシュ   | 水谷勝               | マイク・ボールドウィン   | R.マモラ (ヤマハ・YZR500)       |
| 1986年 | 9月21日  | Wet  | 250cc  | シト・ポンス (ホンダ・NSR250)         | カルロス・ラバード | 清水雅広             | 樋渡治               | 本間利彦                 | 喜多祥介 (ホンダ・RS250R)       |
| 1987年 | 10月25日 | Wet  | 500cc  | 濃霧中止                              | ー                 | ー                   | ー                   | ー                       |                                 |
| 1987年 | 10月25日 | Wet  | 250cc  | 濃霧中止                              | ー                 | ー                   | ー                   | ー                       | 山本隆義 (ヤマハ・TZ250)        |
| 1987年 | 10月25日 | Wet  | TT F1  | ケビン・シュワンツ (スズキ・GSX-R750) | マイケル・ドーソン | ケビン・マギー       | 宮崎祥司             | マイケル・ドゥーハン     | K.マギー (ヤマハ・YZF750)       |
| 1988年 | 10月23日 | Dry  | 500cc  | ケビン・シュワンツ (スズキ・RGV-Γ500) | ワイン・ガードナー | ケビン・マギー       | ニール・マッケンジー | 平忠彦                   | K.シュワンツ (スズキ・RGV-Γ500) |
| 1988年 | 10月23日 | Dry  | 250cc  | ドミニク・サロン (ホンダ・NSR250)     | ファン・ガリガ     | ジョン・コシンスキー | 本間利彦             | トーマス・スティーブンス | J.コシンスキー (ヤマハ・YZR250) |
| 1988年 | 10月23日 | Dry  | TT F1  | マイケル・ドゥーハン (ヤマハ・YZF750) | マイケル・ドーソン | ダグ・ポーレン       | ババ・ショバート     | マルコム・キャンベル     | M.ドーソン (ヤマハ・YZF750)     |

## 大会運営組織
- 主催：報知新聞社[13]、日本モーターサイクルスポーツ協会関東ブロック協議会
- 後援：日本テレビ放送網、読売新聞社、富士スピードウェイ
- 公認：FIM(国際モーターサイクリズム連盟)、MFJ(日本モーターサイクルスポーツ協会)

## テレビ放映
- 1986年:日本テレビ系列にて、開催の翌週9月28日(日曜)に放映された。進行:ケン田島、リポーター:増田隆生、三好礼子